# هي يو (أغنية بينك فلويد)
هي يو (بالإنجليزية: Hey You)‏ هي أغنية لفرقة البروغريسيف روك الإنجليزية بينك فلويد. تظهر الأغنية في ألبوم ذا وول (1979).